# NGC 5845
NGC 5845 је елиптична галаксија у сазвежђу Девица која се налази на NGC листи објеката дубоког неба.
Деклинација објекта је + 1° 38' 1" а ректасцензија 15h 6m 0,6s. Привидна величина (магнитуда) објекта NGC 5845 износи 12,5 а фотографска магнитуда 13,5. Налази се на удаљености од 26,167 милиона парсека од Сунца. NGC 5845 је још познат и под ознакама UGC 9700, MCG 0-38-24, CGCG 20-59, ARAK 468, PGC 53901.